# Raúl Torrente
Raúl Torrente, né le 11 septembre 2001 à San Javier en Espagne, est un footballeur espagnol qui évolue au poste de défenseur central au Dinamo Zagreb.

## Biographie

### En club
Né à San Javier en Espagne, Raúl Torrente commence le football au FC Cartagena avant de rejoindre le Mar Menor FC (en) où il reste une saison en 2017-2018, avant d'intégrer le centre de formation du Grenade CF où il poursuit sa formation de footballeur.
Le 6 septembre 2021 Torrente prolonge son contrat avec Grenade jusqu'en 2024. Il joue son premier match en professionnel avec l'équipe première le 1er novembre 2021, à l'occasion d'une rencontre de championnat face au Levante UD. Il entre en jeu à la place de Luis Milla Manzanares et son équipe s'impose par trois buts à zéro,.
Le 4 juillet 2024, Raúl Torrente rejoint la Croatie afin de s'engager en faveur du Dinamo Zagreb. Il signe un contrat de quatre ans, soit jusqu'en juin 2028.

### En sélection
En mars 2022, Torrente est appelé pour la première fois avec l'équipe d'Espagne espoirs. Il joue son premier match le 25 mars 2022 contre la Lituanie. Il entre en jeu à la place de Jon Pacheco et son équipe s'impose largement ce jour-là par huit buts à zéro.